# Pteris ryukyuensis
Pteris ryukyuensis är en kantbräkenväxtart som beskrevs av Tag. Pteris ryukyuensis ingår i släktet Pteris och familjen Pteridaceae. Inga underarter finns listade.

## Bildgalleri

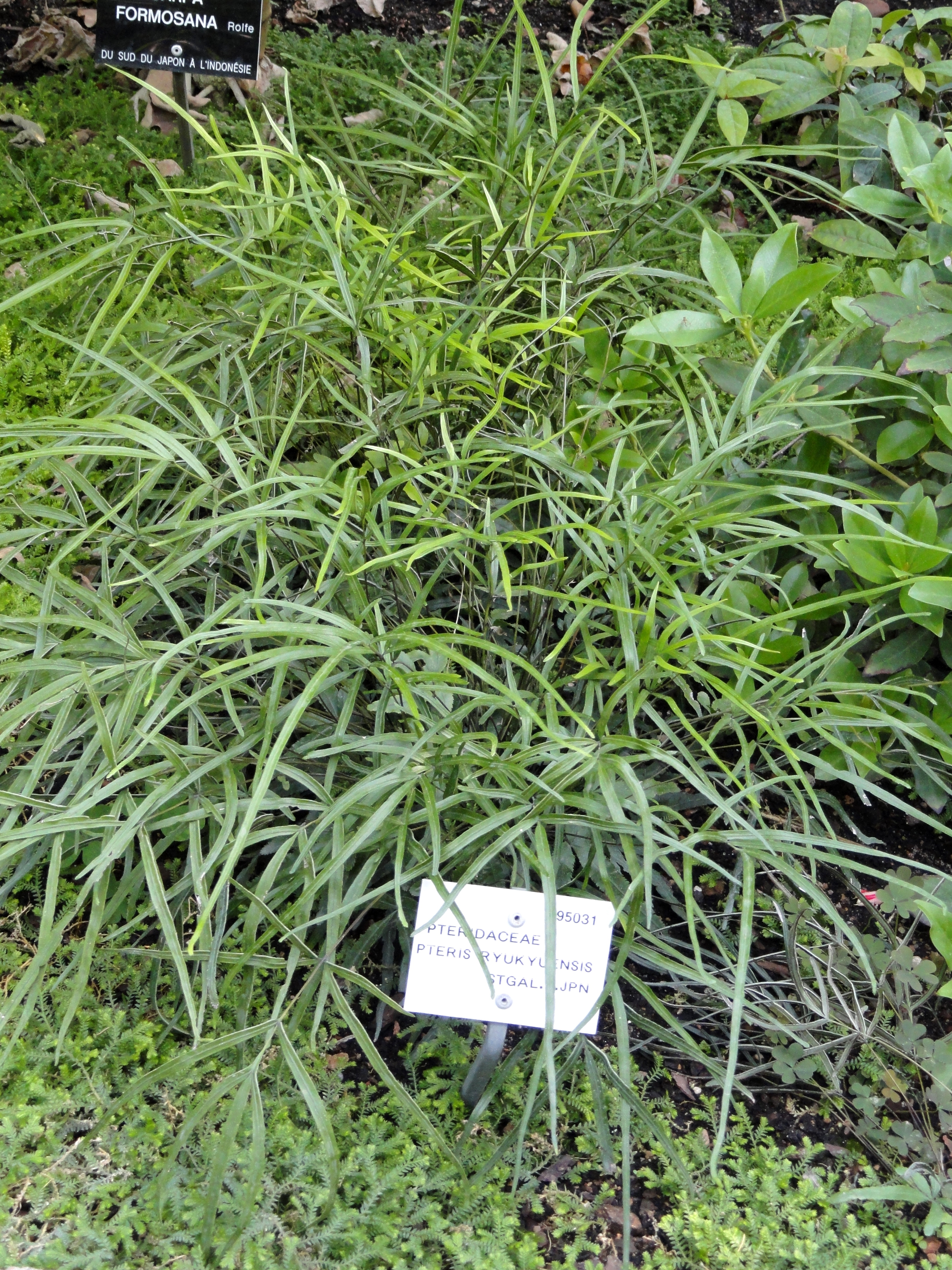
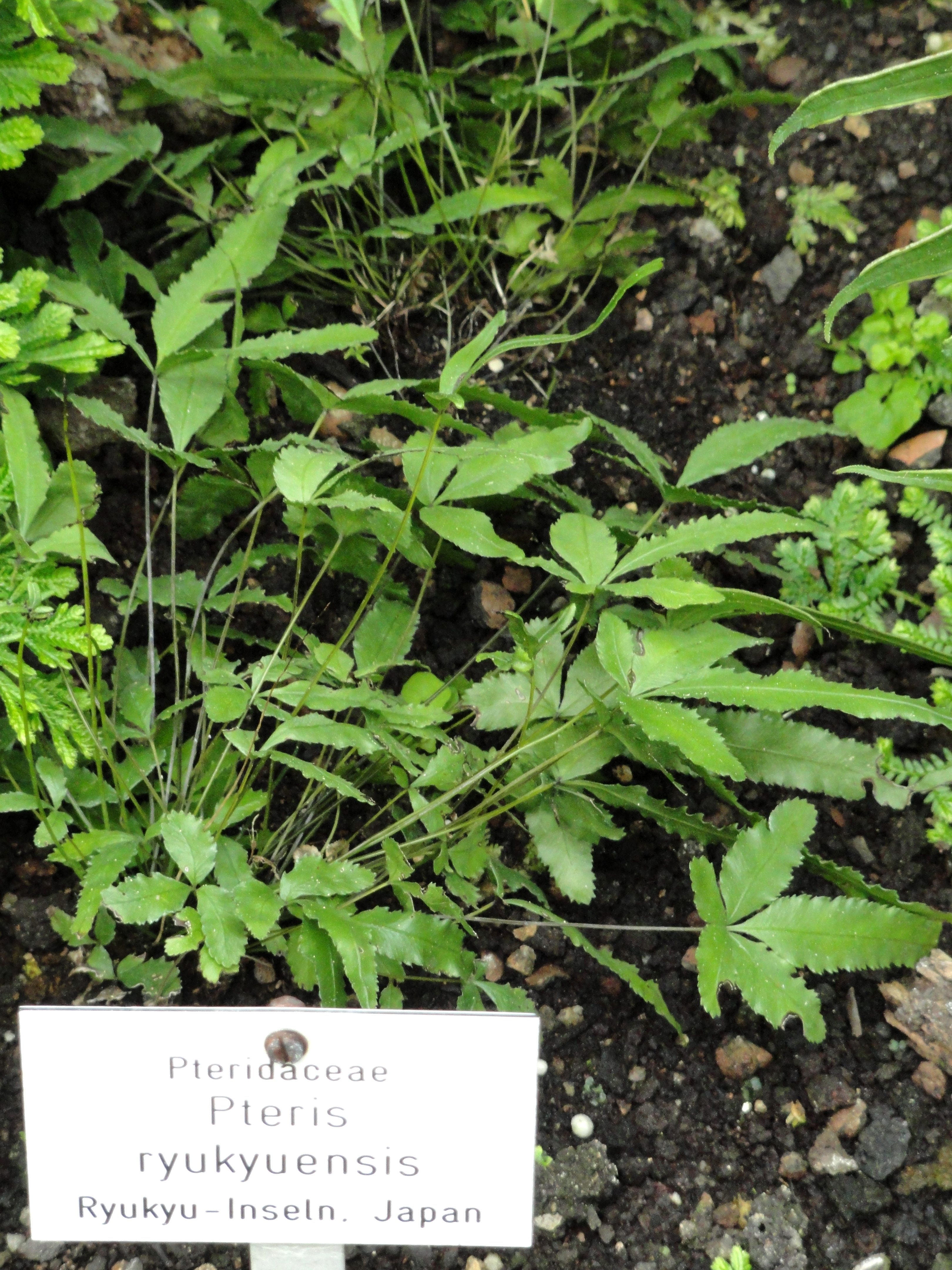